# El sinuoso camino del derecho
El sinuoso camino del derecho (en hangul, 에스콰이어: 변호사를 꿈꾸는 변호사들; romanización revisada, Eseukwaieo: byeonhosareul kkumkkuneun byeonhosadeu; literalmente, «Esquire: abogados que sueñan con ser abogados») es una serie de televisión surcoreana, un drama legal en doce capítulos escrito por Park Mi-hyun, dirigido por Kim Jae-hong, y protagonizado por Lee Jin-wook, Jung Chae-yeon, Lee Hak-joo y Jeon Hye-bin. Se emite en el canal JTBC del 2 de agosto al 7 de septiembre de 2025, en horario de sábados y domingos a las 22:40 (KST). También está disponible internacionalmente en la plataforma Netflix.               

## Sinopsis
Kang Hyo-min es una joven abogada que tras una carrera académica brillante obtiene su primer puesto profesional en el prestigioso bufete Yullim. Tiene un gran sentido de la justicia y muestra mucha seguridad en sí misma y sus capacidades, aunque puede ser algo torpe en la vida social. Caso a caso, se convierte en una abogada completa y de pleno derecho con la guía de su superior, Seok-hoon, quien es conocido por sus enorme talento pero que por alguna razón se muestra frío y distante con los demás.

## Reparto

### Principal
- Lee Jin-wook como Yoon Seok-hoon, socio del bufete Yullim y jefe de su equipo de litigios; es un abogado creativo pero extremadamente exigente.[1][2]

- Jung Chae-yeon como Kang Hyo-min, una abogada novata en Yullim, que se integra en el equipo de litigios y, aunque puede parecer torpoe y descuidada, sorprende a quienes la rodean con su aguda intuición y rápidos reflejos en los momentos críticos.[3][4]

- Lee Hak-joo como Lee Jin-woo, abogado asistente del equipo de litigios de Yullim, una persona indispensable para sus superiores y trabajadora, que sabe guiar a los novatos del equipo.[5][6]

- Jeon Hye-bin como Heo Min-jeong, abogada asistente del equipo de litigios de Yullim. Tras ser admitida en la Facultad de Derecho de la Universidad Nacional de Seúl, su vida dio un giro inesperado cuando conoció a un hombre cruel en segundo año. Mientras la asesoraba sobre un caso de divorcio, Seok-hoon vio su potencial y la apoyó para que regresara a la facultad de derecho, ayudándola a graduarse con éxito. Finalmente se convirtió en abogada y se unió a Yullim a los 40 años.[7][8]

### Secundario

#### Personal de Yullim
- Kim Kang-min como Ji Guk-hyun, abogado novato en el equipo de litigios de Yullim, se graduó de una prestigiosa universidad y fue compañero de clase de Hyo-min en la universidad.[9][10]
- Lee Joo-yeon como Choi Ho-ran, abogada novata en el equipo de litigios de Yullim, proviene de una familia pobre: hija de madre soltera, fue criada por su abuela.

- Pyo Jae-kyum como Oh Sang-chul, abogado novato en el equipo de litigios de Yullim, que proviene de una familia acaudalada, pues es el hijo menor del presidente de Donglim Industrial. Esto, más que su méritos personales, le han ayudado a entrar en Yullim.

- Kim Yeo-jin como Kwon Na-ryeon, abogada principal de Yullim y maestra y mentora de Seok-hoon. Se vio envuelta en un conflicto interno al bufete y acabó siendo enviada como abogada interna a una empresa de escaso prestigio.[11][12]
- Kim Eui-sung como Ko Seung-chul, director y uno de los tres fundadores de Yullim (es el Ko del nombre inglés de la firma, Shin, Ko & Kim) que no escatimó esfuerzos para hacer del bufete una firma de líder en China.[13]

- Hong Seo-jun como Kim Yool-sung, uno de los tres fundadores de Yullim, y también jefe superior del equipo de litigios. Ahora mantiene un perfil bajo en la oficina, y ofrece siempre consejos amables y pacientes a los abogados jóvenes.[8]

- Park Jung-pyo como Ko Tae-seob, socio y asesor corporativo del bufete Yullim, e hijo de Seung-chul. A pesar de sus limitadas habilidades, ambiciona convertirse en el director ejecutivo del bufete, por lo que recurre a toda clase de intrigas y es hostil a Seok-hoon.[14]
- Hong Seo-jun como Kim Yul-seong, socio fundador de Yullim y jefe del equipo de litigios. Es un jefe íntegro y justo, que se gana la confianza de sus subordinados. Él y Lee Jin-wook llevan mucho tiempo trabajando juntos.[11][12]

- Park Hyung-soo como Hong Do-yoon, socio de Yullim, responsable del equipo de derecho corporativo 2, que actúa como rival de Yoon Seok-hoon. De orígenes humildes, que le causan un complejo de inferioridad. Aprovechó su amistad con Ko tae-seob para entrar en Yullim; luego se casó con una mujer de familia rica y así realizaó su sueño de ascender socialmente.[15]

- Kwon Seung-woo como Choi Hee-cheol, socio de Yullim, responsable del equipo de derecho corporativo 1. Es un hombre que se alía con los poderosos para afianzar su posición, defendiendo con fiereza sus intereses. Sigue la decisiones de Tae-seob sin vacilar.[16][17]

- Lee Jae-woo como Jung Ji-woong, socio de Yullim, responsable del equipo de derecho de comercio justo. Pese a su gran competencia, se ve marginado de la contienda política debido a la influencia de Ko Tae-seob, aunque se une discretamente a Seok-hoon y Na-ryeon para revitalizar Yullim.

- Han Jung-hyun como Seo Yeon-soo, socia de Yullim, responsable del grupo de derecho financiero. Como madre trabajadora, tiene una vida a medias entre su familia y el trabajo, y sueña con un mundo donde sea posible el equilibrio entre una y otro.

- Yoon Joon-won como Na Dong-soo, abogado asistente en el equipo de derecho corporativo de Yullim.

#### Entorno de Hyo-min
- Yoon Yoo-sun como Choi Eun-hee, la madre de Hyo-min, profesora de derecho, que dio en adopción a la hermana gemela de esta.[18][19]

- Jo Seung-yeon como Kang Il-chan, el padre de Hyo-min, juez.
- Kwon Ah-reum como Han Seol-a, amiga de infancia y compañera de piso de Hyo-min, una médica con un fuerte sentido de la justicia.[20]

- Lee Seung-yeon como Lee Ji-woo, amiga de infancia y compañera de piso de Hyo-min, es una famosa letrista.
- Kang Sang-joon como Han Sung-chan, abogado socio del bufete Lee Seo y novio de Hyo-min, aunque su carácter realista y despiadado le hace tomar una decisión drástica sobre ese noviazgo.[21]

#### Otros
- Lee Da-on como Min So-ra, abogado asistente en el bufete Lee Seo.

### Apariciones especiales
- Lee Hae-won como Park Ki-beom, un hombre que debe defenderse de la demanda de un hospital por haber dañado equipo médico, y que a su vez demanda al hospital por negligencia en la custodia de su esperma (episodio 2).[22]

- Ji Soo-yeon como la exmujer de Yoon Seok-hoon.[23][24]
- Lee Sang-yeob como el actual marido de la exmujer de Yoon Seok-hoon, del que fue además compañero de secundaria.[25]

- Lee Seok como Kim Deok-ho, conductor de empresa de mensajería.
- Do Sang-woo como Choi Cheol-min, director ejecutivo de una compañía financiera que se ve acusado de maltratos hacia su hija pequeña por parte de Kim Young-sook, el ama de llaves (episodio 4).[26][27]
- Jung Eun-kyung como Kim Young-sook, ama de llaves de Choi Cheol-min, al que denuncia por violencia doméstica y malos tratos hacia su propia hija, y recibe a cambio una denuncia por difamación (episodio 4).[28][29]

## Producción
El sinuoso camino del derecho es una coproducción de SLL , BA Entertainment, Studio S y Story Oreum Co. La guionista es Park Mi-hyun, y el director Kim Jae-hong. Este último presentó la serie como «un drama que aborda la ley, pero que en última instancia habla de personas [...] En cada episodio aparecen nuevos casos, y todos ellos tratan sobre el amor en un sentido amplio. Los puntos clave son las diversas formas de amor que existen en el mundo, las personas que sufren por ese amor y los abogados que sanan esas heridas con esmero», aclarando que no se trata de un melodrama ni de una comedia romántica, aunque trate sobre el amor.
El 24 de junio JTBC anunció que la serie se emitiría a partir del 2 de agosto. El 31 de julio se celebró la conferencia de prensa de presentación de la producción en The Link Hotel Seoul en Guro-gu, Seúl, con la presencia de los cuatro protagonistas y el director Kim Jae-hong, que destacó durante la misma el grado de realismo de los casos judiciales como una de las cualidades de la serie.

### Banda sonora original
La banda sonora original de la serie se compone de cinco canciones, que se publicaron en un lanzamiento conjunto el 1 de agosto, el día anterior al estreno. Los directores musicales fueron Kim Min-ji y Yoo Min-ho. Los cinco temas son Quiet (interpretada por Kim Museum); Lean Into Me (d.ear); Me Too, Just as Much as You (hiko); Home (Park Tae-hoon); y Gloomy-Go-Round (Sam Ock).

## Audiencia
El sinuoso camino del derecho comenzó con un índice de audiencia del 3,7 % nacional y del 4 % en el área metropolitana de Seúl. Los siguientes tres episodios registraron un incremento constante hasta el 8,3 % nacional y el 9 % (con un pico del 10 %) para Seúl en el cuarto.
La emisión de los primeros episodios de la serie coincidió con la d elos últimos de otro drama legal, Law and the City (tvN), por lo que se pudo comparar el impacto de ambas en el público. Por ejemplo, el episodio 10 de esta última, emitido el 3 de agosto, alcanzó el 6,1 % nacional. frente al 4,7 % de El sinuoso camino del derecho, que sin embargo siguió creciendo en la semana sucesiva. Ambas series han sido escritas por guionistas que fueron antes abogados, lo que contribuye a un representación realista del ambiente laboral, pero se diferencia en el enfoque: mientras que Law and the City desarrolla la narrativa general y los personajes más allá del aspecto legal, El sinuoso camino del derecho presenta un caso por cada episodio y se centra más en ilustrarlo.
| Temporada | Temporada | Episodio número | Episodio número | Episodio número | Episodio número | Episodio número | Episodio número | Episodio número | Episodio número | Episodio número | Episodio número | Episodio número | Episodio número | Promedio |
| Temporada | Temporada | 1               | 2               | 3               | 4               | 5               | 6               | 7               | 8               | 9               | 10              | 11              | 12              | Promedio |
| --------- | --------- | --------------- | --------------- | --------------- | --------------- | --------------- | --------------- | --------------- | --------------- | --------------- | --------------- | --------------- | --------------- | -------- |
|           | 1         | 0.987           | 1.153           | 1.531           | 1.905           | —               | —               | —               | —               | —               | —               | —               | —               | —        |

| Episodio | Fecha de emisión        | Índices de audiencia (Nielsen Korea) | Índices de audiencia (Nielsen Korea) |
| Episodio | Fecha de emisión        | Nacional                             | Seúl                                 |
| --- | ----------------------- | ------------------------------------ | ------------------------------------ |
| 1 | 2 de agosto de 2025     | 3,703 % (1.ª)                        | 3,965 % (1.ª)                        |
| 2 | 3 de agosto de 2025     | 4,714 % (1.ª)                        | 5,175 % (1.ª)                        |
| 3 | 9 de agosto de 2025     | 6,727 % (1.ª)                        | 7,208 % (1.ª)                        |
| 4 | 10 de agosto de 2025    | 8,318 % (1.ª)                        | 8,987 % (1.ª)                        |
| 5 | 16 de agosto de 2025    |                                      |                                      |
| 6 | 17 de agosto de 2025    |                                      |                                      |
| 7 | 23 de agosto de 2025    |                                      |                                      |
| 8 | 24 de agosto de 2025    |                                      |                                      |
| 9 | 30 de agosto de 2025    |                                      |                                      |
| 10 | 31 de agosto de 2025    |                                      |                                      |
| 11 | 6 de septiembre de 2025 |                                      |                                      |
| 12 | 7 de septiembre de 2025 |                                      |                                      |
| Promedio | Promedio                | — %                                  | — %                                  |
| - En la tabla superior, los números azules representan las calificaciones más bajas y los números rojos representan las más altas. - Esta serie se transmite en un canal de cable/televisión de pago, que normalmente tiene una audiencia menor respecto a las emisoras de televisión públicas/gratuitas (KBS, SBS, MBC y EBS). |                         |                                      |                                      |